# Tàu hộ vệ
Tàu hộ vệ (tiếng Anh: Guard ship) là một loại tàu chiến được thiết kế để thực hiện nhiệm vụ tuần tra, bảo vệ các tàu lớn như tàu vận tải và tàu đổ bộ khỏi sự tấn công của tàu ngầm, tàu phóng lôi và máy bay địch khi vượt biển hoặc khi đột kích ở các khu vực trống trải. Các tàu hộ vệ cũng được sử dụng để tuần tra, bảo vệ các căn cứ hải quân, bến cảng và biên giới quốc gia trên biển, tham gia công tác cứu hộ cứu nạn. Tàu hộ vệ của Hải quân Liên Xô/Hải quân Nga tương đương với khinh hạm và tàu hộ tống khu trục của các nước phương Tây.

## Lịch sử phát triển

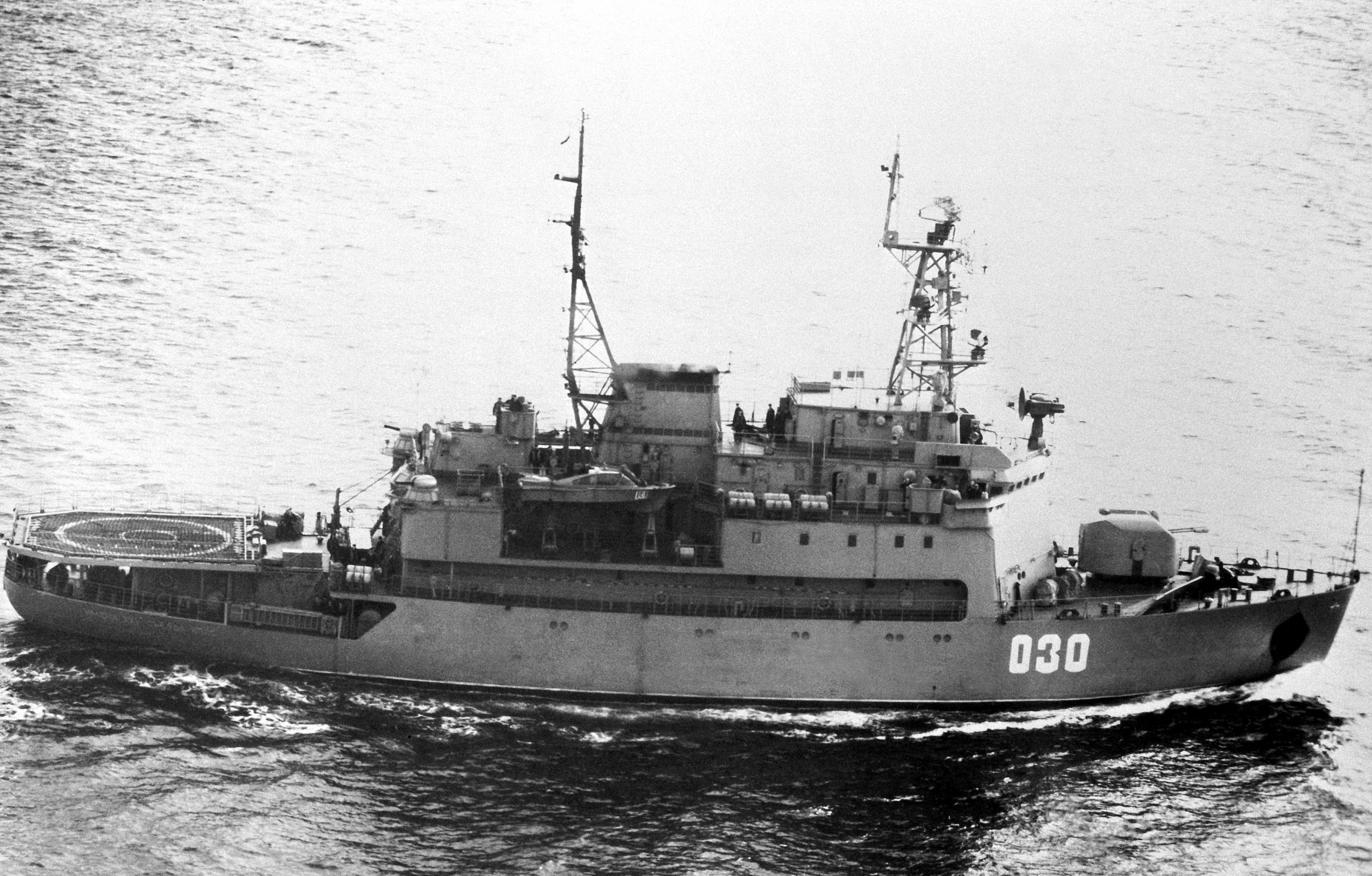
Tàu biên phòng lớp Ivan Susanin Imeni XXV sezda KPSS của Liên Xô hoạt động ngoài khơi vào năm 1985

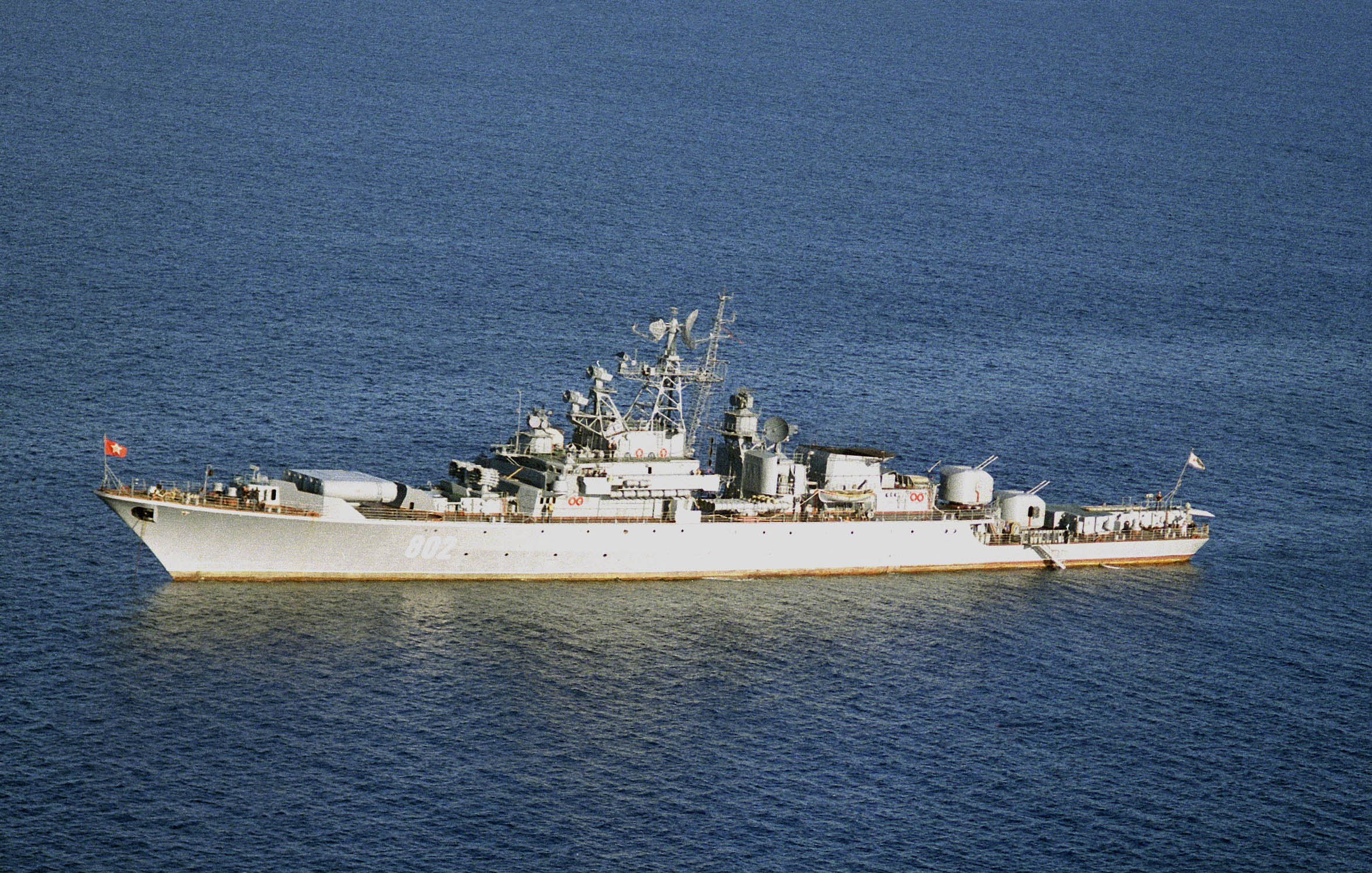
Tàu hộ vệ lớp Krivak I Bezukoriznennyy của Liên Xô hoạt động ở Địa Trung Hải vào tháng 12 năm 1989

Trong nửa đầu thập niên 1920, hạm đội của các quốc gia ven biển được bổ sung các tàu chiến mới có mục đích tương tự như các tàu hộ vệ của Nga: tàu lớp Spey của Anh, tàu lớp Eagle của Hoa Kỳ, tàu lớp Alessandro của Ý.
Trước Chiến tranh thế giới thứ hai, các loại tàu hộ vệ mới đã được đưa vào Hải quân Anh: "Tàu hộ tống khu trục", "Tàu khu trục" và "Tàu hộ tống", có sự khác biệt đáng kể về các yếu tố chiến thuật và kỹ thuật (TTE), và một mục đích chính chung. Trong hệ thống phân loại của Hải quân Liên Xô, những chiếc tàu này có điều kiện được xếp vào lớp SK, được thiết kế để hộ tống các đoàn tàu vận tải ở vùng ven biển, phòng không và chống tàu ngầm.
Trong chiến tranh, tàu hộ vệ có mặt trong thành phần của tất cả lực lượng hải quân. Hiệu suất chiến đấu của chúng nổi bật nhất ở Bắc Cực, nơi ngoài tàu hộ vệ, các tàu đánh cá huy động (RT), tàu phá băng và các tàu dân sự khác được trang bị vũ khí hạng nhẹ cũng được sử dụng tích cực. Ngoài ra, số lượng SC tăng lên với các tàu biên phòng (PSKR).
Cuộc chiến đã khẳng định giá trị của tàu hộ vệ trong thành phần hạm đội. Những con tàu này từ ngày đầu tiên đến ngày cuối cùng đều thực hiện nhiệm vụ chiến đấu: săn lùng và tiêu diệt tàu ngầm; bố trí các khu mỏ; hỗ trợ hạ cánh; cung cấp lương thực, đạn dược, nhiên liệu cho các thành phố bị bao vây, sơ tán người bị thương và dân thường, đột kích vào các tuyến liên lạc lân cận của địch, hộ tống các tàu vận tải.
Từ quan điểm kinh nghiệm của Chiến tranh thế giới thứ hai và sự phát triển của vũ khí tên lửa sau chiến tranh, xu hướng chung trong sự phát triển của tàu hộ vệ là cải tiến hệ thống vũ khí phòng không có khả năng chống lại kẻ thù chính là tàu mặt nước một cách hiệu quả.
Theo thống kê, các tàu hộ vệ hiện đại (tàu corvette, khinh hạm và tàu hộ tống khu trục) có lượng choán nước có thể lên tới 4.000 tấn, động cơ đẩy được phát triển và cải tiến theo hướng chuyển đổi từ động cơ diesel và động cơ tuốc bin hơi nước sang động cơ tuốc bin khí mạnh hơn, cho phép tàu đạt tốc độ tối đa 30-35 hải lý/giờ. Chúng được trang bị các tổ hợp tên lửa chống hạm và phòng không, các tổ hợp pháo, thiết bị phát hiện tàu ngầm, vũ khí chống tàu ngầm, các tổ hợp vô tuyến điện tử để giám sát, liên lạc, dẫn đường và điều khiển vũ khí.

## Hải quân Hoàng gia Anh

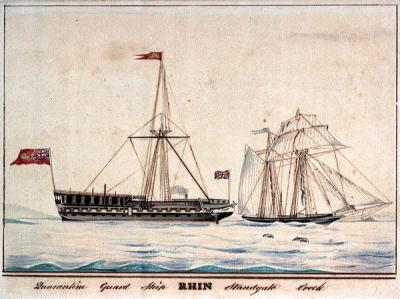
Tàu hộ vệ kiểm dịch Rhin tại Margate Creek vào năm 1830

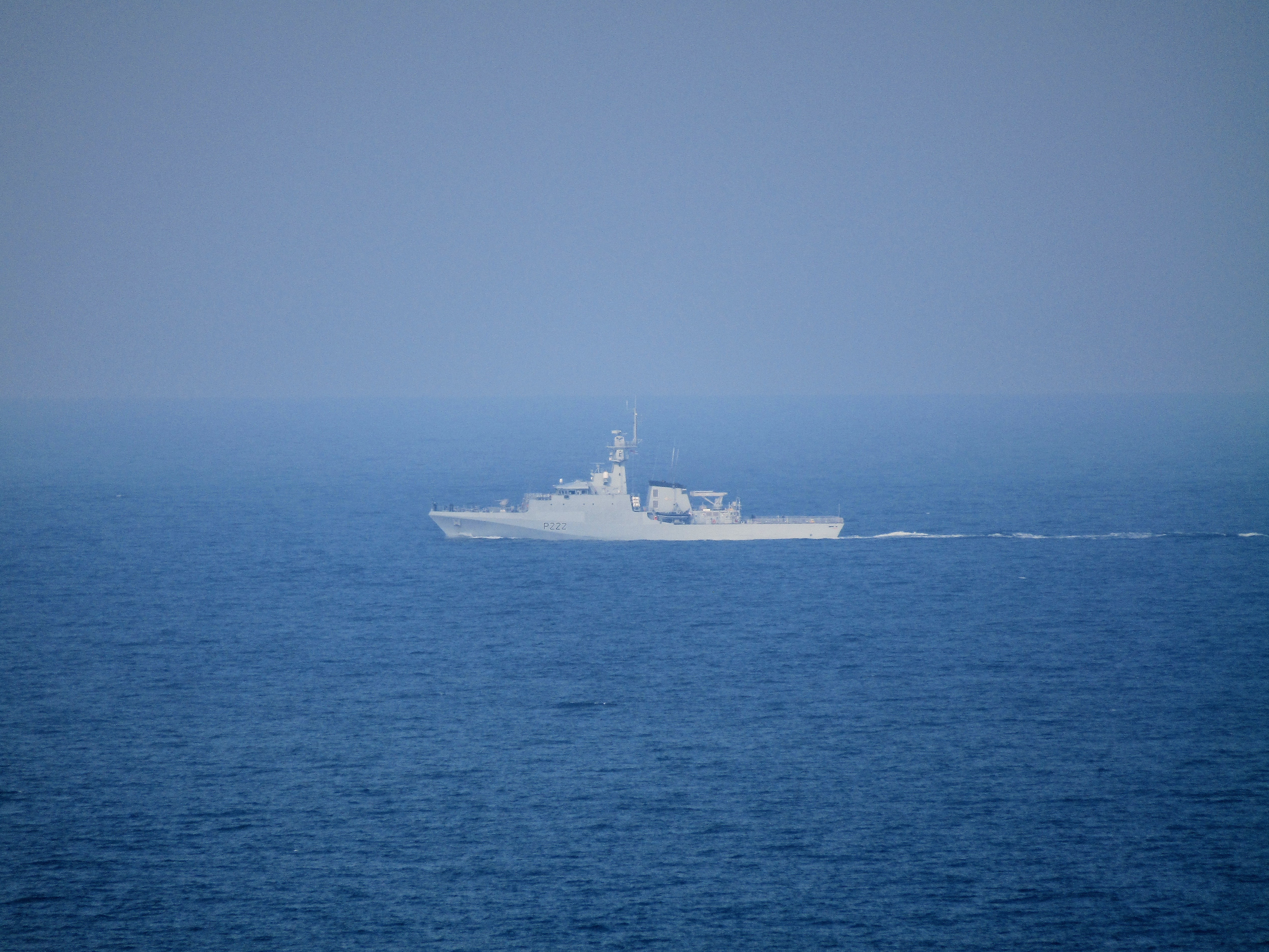
Tàu hộ vệ ngoài khơi Berry Head ở Brixham, Devon, Anh vào tháng 4 năm 2019

Trong biên chế của Hải quân Hoàng gia Anh thế kỷ 18, tàu hộ vệ thời bình thường là tàu chiến tuyến hạng ba hoặc hạng tư. Các tàu lớn hơn trong hạm đội sẽ được bố trí ở trạng thái "bình thường" với đội hình khung, các cột, buồm và giàn được dỡ bỏ, sàn tàu được phủ bạt - tương đương với lịch sử của một hạm đội dự bị. Ngược lại, các tàu hộ vệ sẽ mang buồm và trang bị trên tàu, được làm sạch bên dưới mực nước để tăng tốc độ di chuyển và được điều khiển bởi ít nhất một phần tư số thủy thủ đoàn trong đội hình bình thường.
Một bến cảng hoặc tuyến đường thủy chính có thể được chỉ định một tàu hộ vệ duy nhất, đồng thời đóng vai trò là trụ sở hải quân cho khu vực. Cần có nhiều tàu hộ vệ tại các bến cảng lớn hơn và Xưởng đóng tàu Hải quân Hoàng gia, với chiếc tàu lớn nhất thường xuyên đóng vai trò là soái hạm của Đô đốc cảng.
Khi chiến tranh nổ ra hoặc phát hiện hạm đội địch, các tàu hộ vệ có thể được trang bị đầy đủ người lái và sẵn sàng ra khơi chỉ trong vài giờ hoặc vài ngày, trái ngược với việc phải mất hàng tháng để đưa một con tàu trong trạng thái "bình thường" trở lại hoạt động. Điều này mang lại lợi ích to lớn cho người Anh trước khi phát động Chiến tranh Ear Jenkins chống lại Tây Ban Nha. Vào ngày 10 tháng 7 năm 1739, Vua George II cho phép chuẩn bị một cuộc tấn công hàng hải nhắm vào các thuộc địa của Tây Ban Nha. Vì mục đích này, Đô đốc Edward Vernon đã có thể tập hợp một hạm đội gồm tám tàu hộ vệ được trang bị và vũ trang đầy đủ trong vòng mười ngày kể từ lúc Bộ Tư lệnh Hoàng gia ra thông báo. Hạm đội được tập hợp nhanh chóng tới mức nó đến được Tây Ấn thuộc Tây Ban Nha vào ngày 22 tháng 10, một ngày trước khi chiến tranh chính thức được tuyên bố.
Trong thời hiện đại, gần đây Hải quân Hoàng gia Anh đã triển khai nhiều tàu để bảo vệ quần đảo Falkland khỏi mối đe dọa xâm lược từ Argentina. HMS Clyde đã bảo vệ quần đảo trong suốt thời gian phục vụ tại ngũ trước khi được thay thế bằng HMS Forth vào năm 2020, đảm nhiệm vai trò này cho đến ngày nay.

## Hải quân Liên Xô

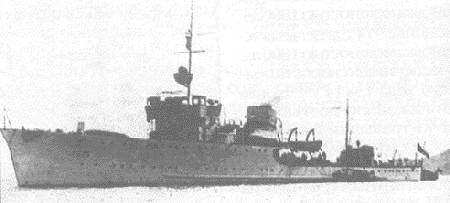
Tàu biên phòng Đề án 19 Kirov (PSK-2) số hiệu PS-26 của Liên Xô vào năm 1934-1935

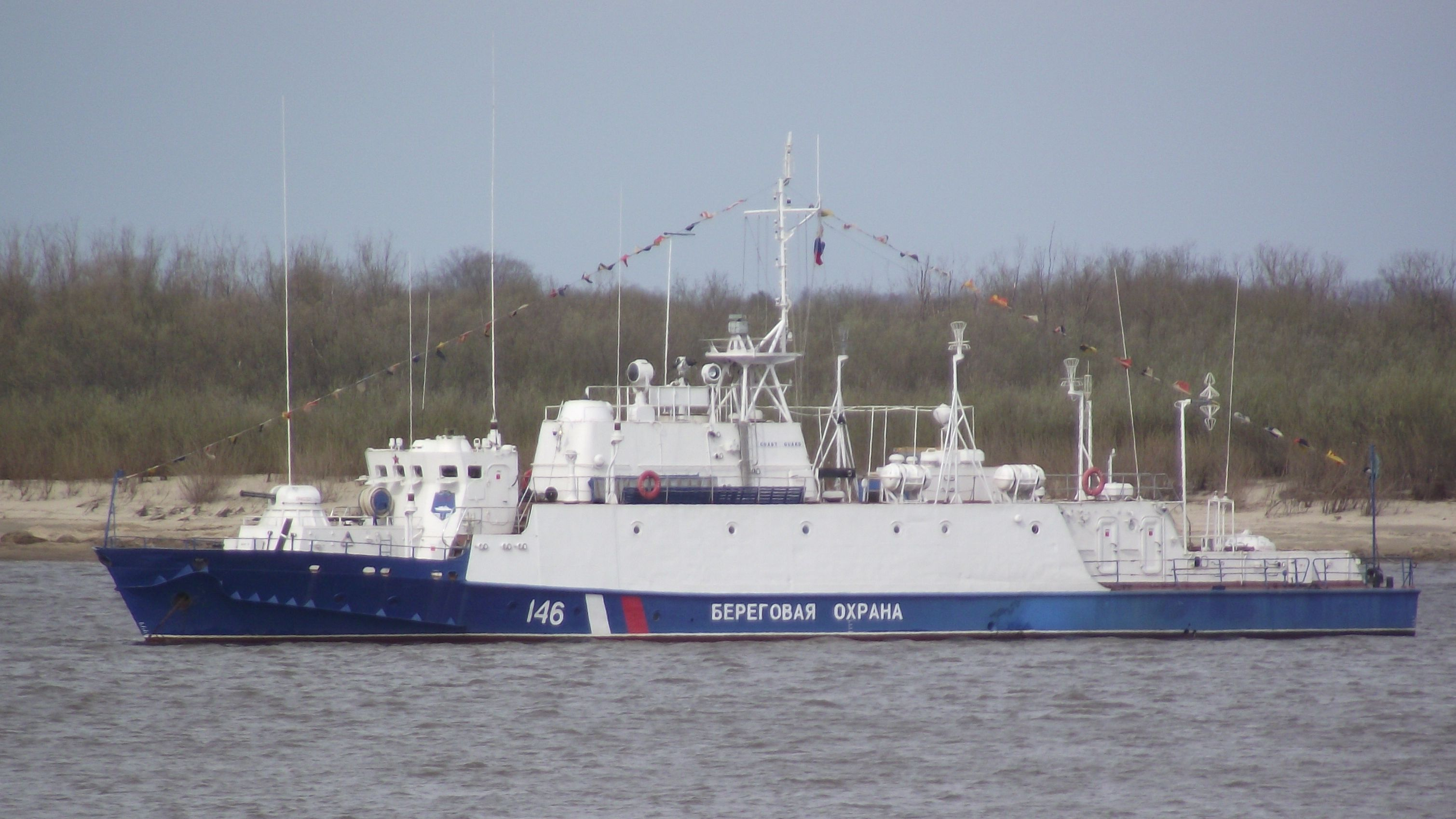
Tàu hộ vệ lớp Piyavka của Nga thuộc Đội biên phòng Amur hoạt động trên sông vào tháng 5 năm 2011

Theo thuật ngữ của Liên Xô, "tàu hộ vệ" (tiếng Nga: сторожевое  корабль, storozhevoj korabl') là một tàu tuần tra và/hoặc tàu hộ tống cỡ nhỏ có mục đích chung. Nó tương ứng với các kiểu tàu frigate.
Trong giai đoạn năm 1914-1916, những tàu hộ vệ đầu tiên thuộc lớp Korshun đã được đóng ở Nga. Các tàu của đề án này có lượng giãn nước 400 tấn, trang bị hai động cơ tuốc bin hơi nước giúp tàu đạt tốc độ 15 hải lý/giờ (cao hơn tốc độ của tàu ngầm khi lặn và xấp xỉ bằng tốc độ của chúng khi nổi trên mặt nước), phạm vi hoạt động 700 dặm. Vũ khí trang bị bao gồm 1 pháo 102 mm, 1 pháo phòng không 40 mm, ngoài ra việc trang bị bom chìm cũng đã được giả định.
Tháng 10 năm 1917, vài ngày trước Cách mạng Tháng Mười, lớp tàu hộ vệ mới chính thức được đưa vào phân loại của Hải quân Nga. Nhưng các sự kiện chính trị đang phát triển nhanh chóng dẫn đến sự độc lập của Phần Lan đã trở thành lý do khiến 12 chiếc đầu tiên thuộc loại SK Korshun, được đóng tại các nhà máy đóng tàu của Phần Lan, chưa bao giờ được đưa vào biên chế hạm đội Nga. Tuy nhiên, vào năm 1916-1917 một số tàu này đã được hạ thủy.
Vào giữa thập niên 1930, một lớp tàu hộ vệ mới được giới thiệu cho lực lượng biên phòng trên biển của Liên Xô với tên gọi "tàu biên phòng" (tiếng Nga: Пограничный сторожевой корабль, ký hiệu lườn PSKR) hoặc "tàu hộ vệ nhỏ" (tiếng Nga: Малый сторожевой корабль).
Năm 1935, để đảm bảo an ninh cho lực lượng biên phòng biển của Bộ Dân ủy Nội vụ Liên Xô tại vùng biên giới Viễn Đông, tàu biên phòng lớp Kirov (Đề án 19) đã được đưa vào sử dụng. Hai chiếc tàu loại này (Kirov và Dzerzhinskiy) được đóng ở Ý theo đơn đặt hàng của Liên Xô và hạ thủy vào năm 1934. Các tàu của đề án này có lượng giãn nước thông thường - 1025 tấn; chiều dài 80 m,×8,3×3,75 m; công suất động cơ - 4500 mã lực; tốc độ - 18,5 hải lý/giờ; tầm hoạt động 6000 dặm ở tốc độ 16,5 hải lý/giờ. Vũ khí trang bị bao gồm 3 pháo 102 mm Pattern 1911, 4 pháo phòng không 45 mm (21-K), 2-3 súng máy phòng không 12,7 mm, 1 súng máy phòng không 4 nòng 7,62 mm, 24 thủy lôi, 10 quả bom chìm lớn và 35 quả bom chìm nhỏ.
Kể từ năm 2014, hệ thống phân loại tàu chiến của Hải quân Nga ngụ ý việc thay thế thuật ngữ "tàu hộ vệ" của Liên Xô bằng thuật ngữ "tàu frigate".

## Thư viện ảnh

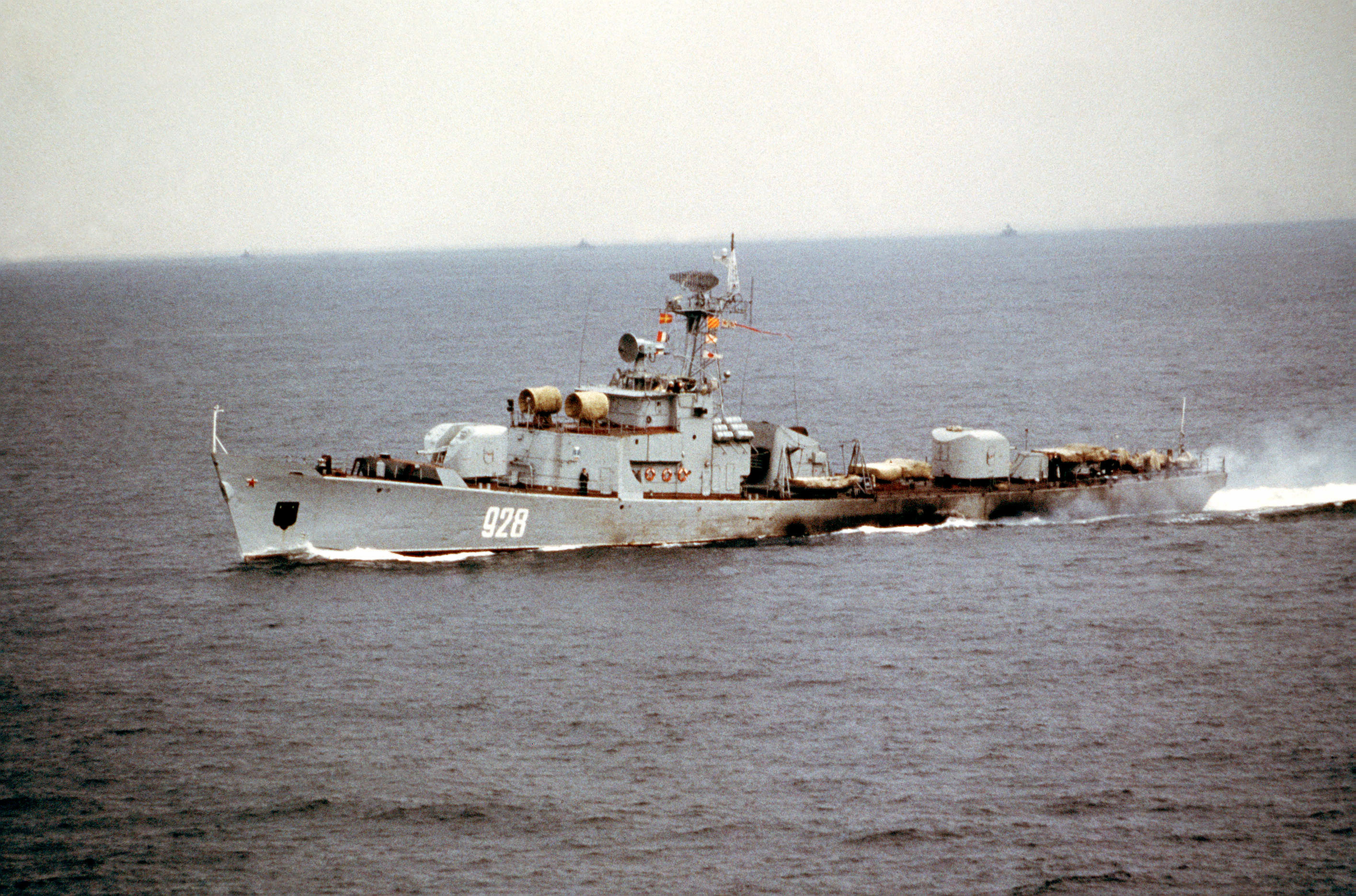
Tàu hộ vệ lớp Petya số hiệu 928 (FFL-928) của Liên Xô hoạt động ngoài khơi vào tháng 10 năm 1983
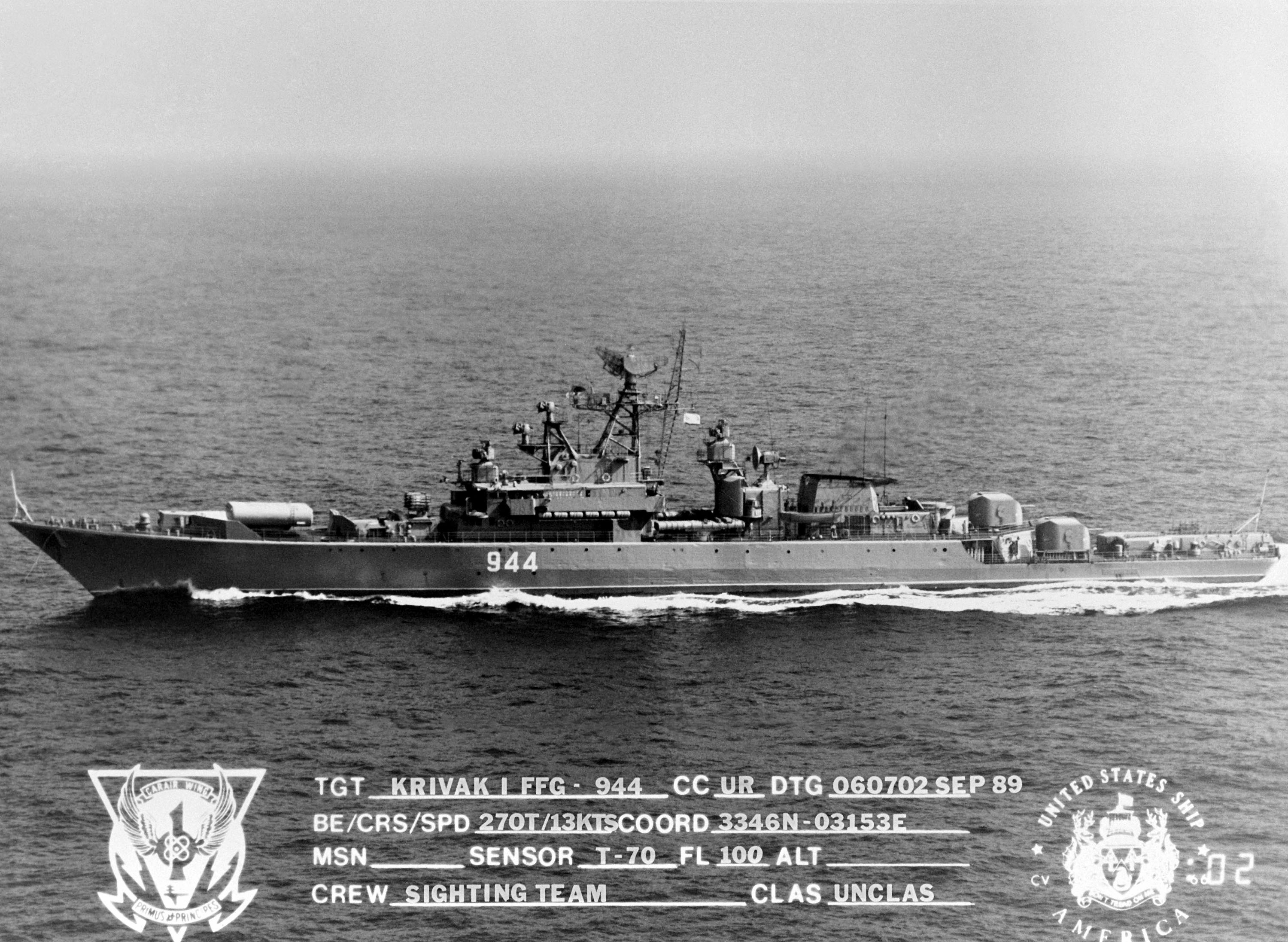
Tàu hộ vệ lớp Krivak I Dostoynyy của Liên Xô hoạt động ngoài khơi vào năm 1989
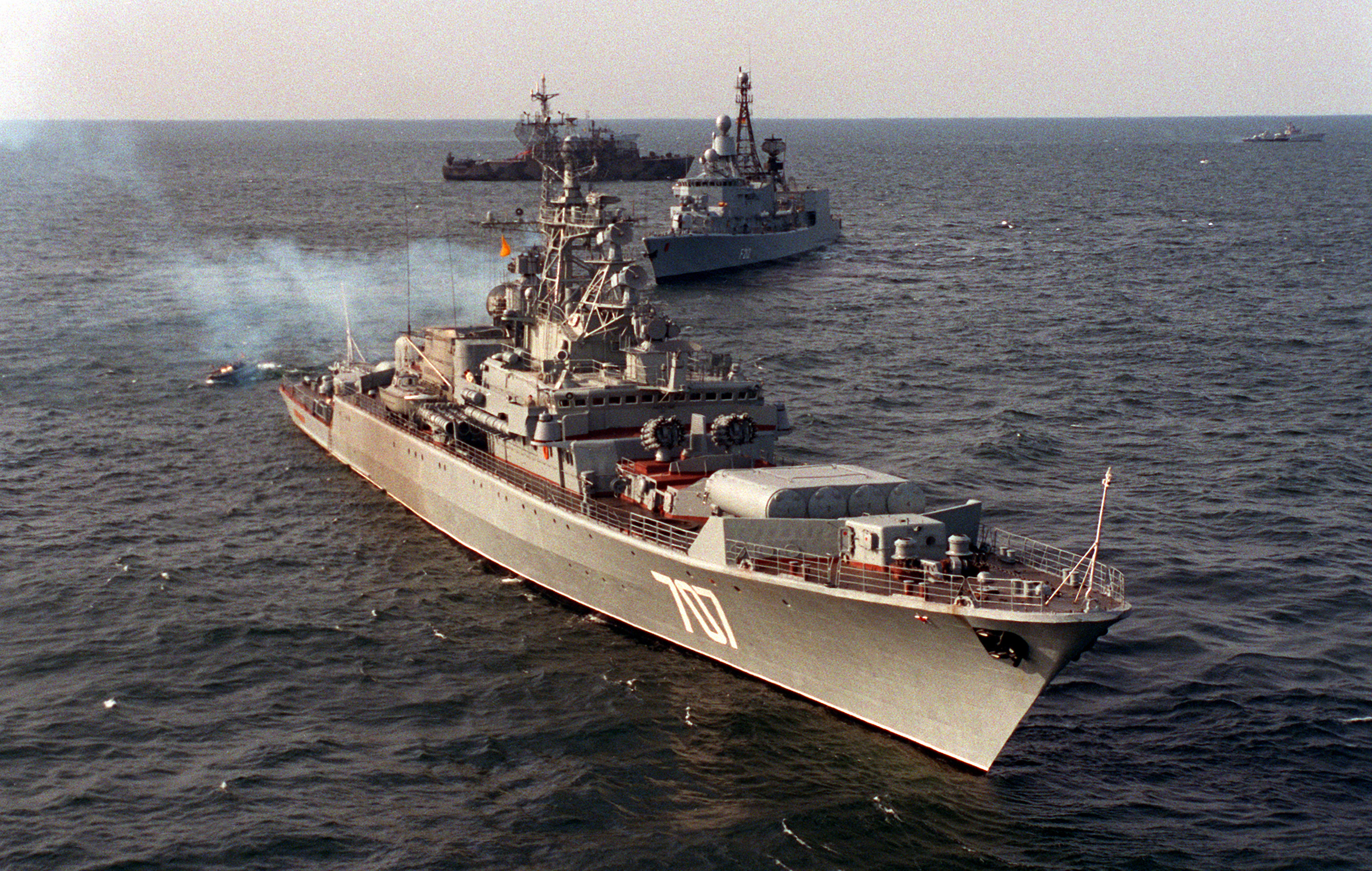
Tàu hộ vệ Nga Bditelny, khinh hạm Đức Karlsruhe (F212) và tàu rải mìn Thụy Điển Älvsborg (M02) trong cuộc tập trận BALTOPS-93 vào tháng 6 năm 1993
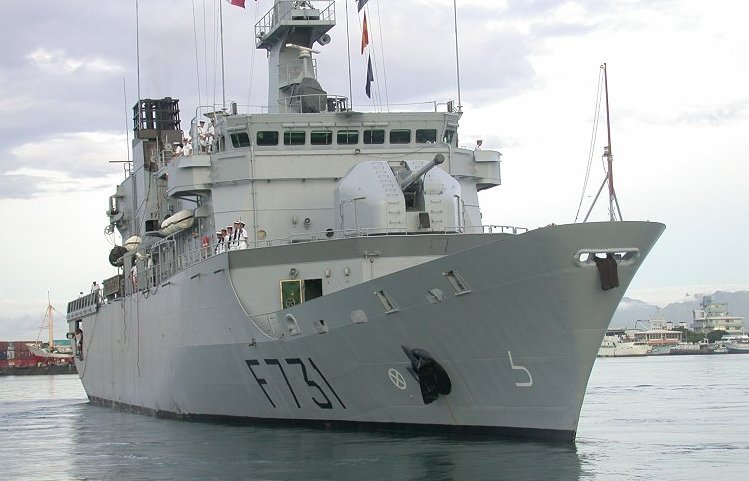
Tàu hộ vệ lớp Floréal Prairial của Pháp rời Papeete để thực hiện nhiệm vụ dài ngày ở Nam Mỹ vào tháng 4 năm 2003
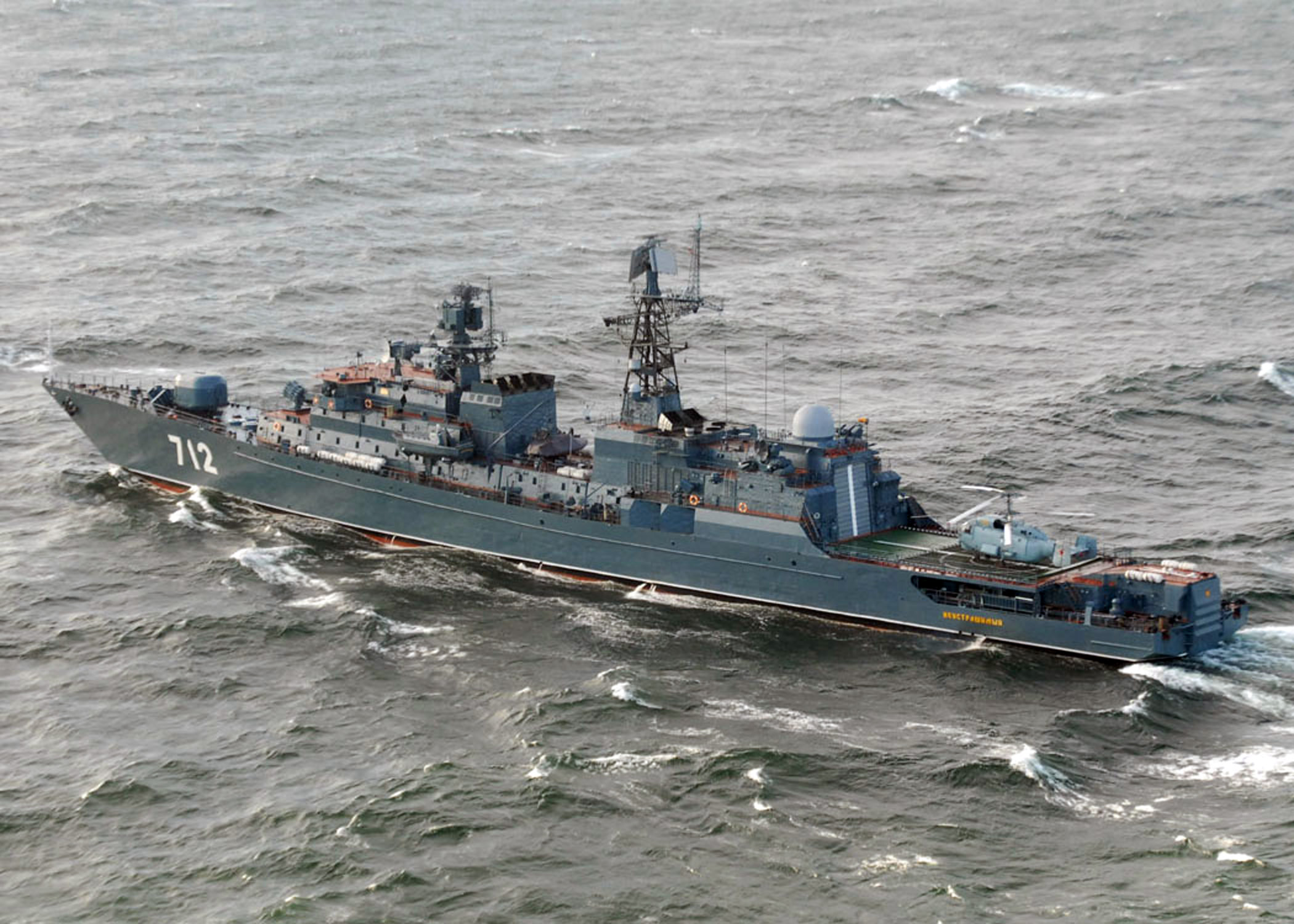
Tàu hộ vệ Nga Neustrashimy di chuyển qua biển Baltic trong cuộc tập trận BALTOPS vào tháng 6 năm 2008
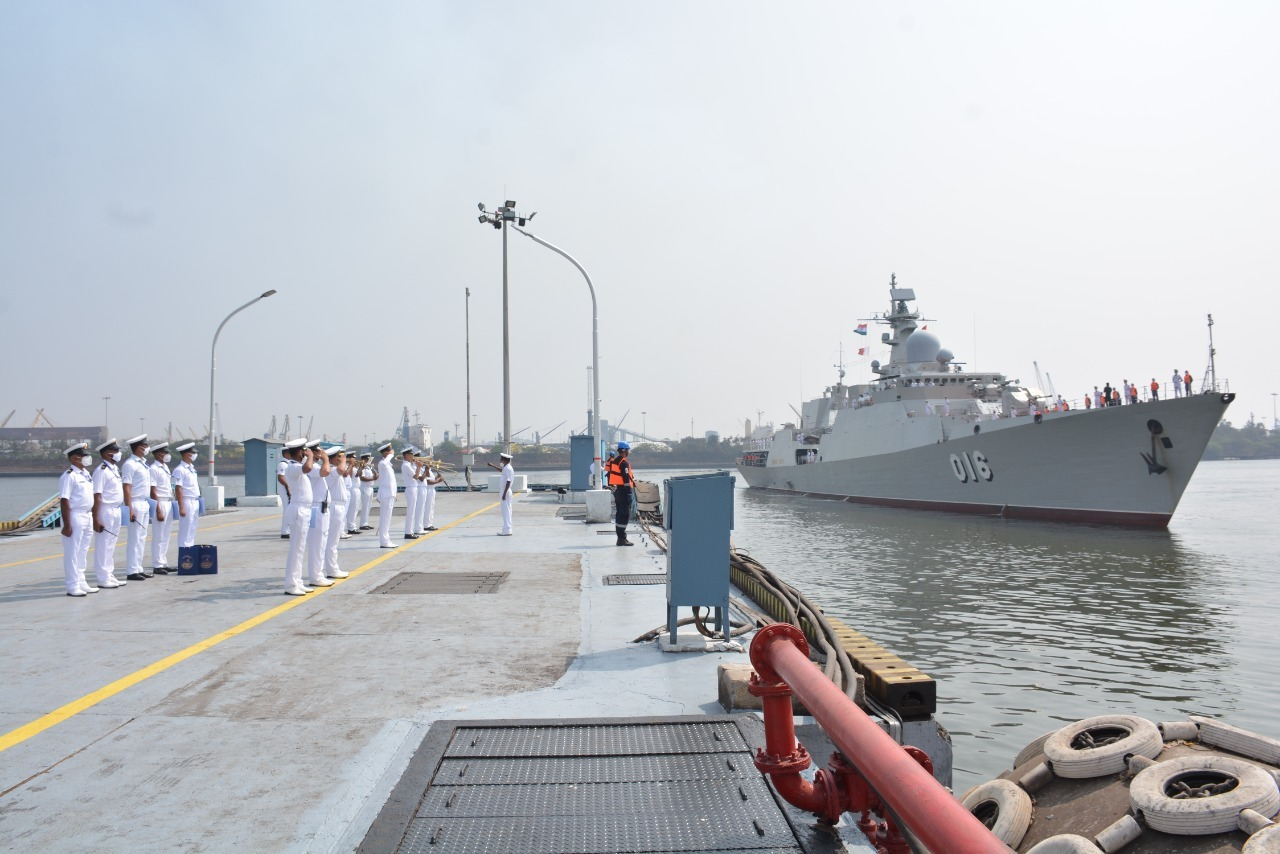
Tàu hộ vệ lớp Gepard Quang Trung (HQ-016) của Việt Nam đến Ấn Độ tham dự cuộc tập trận MILAN vào tháng 2 năm 2022
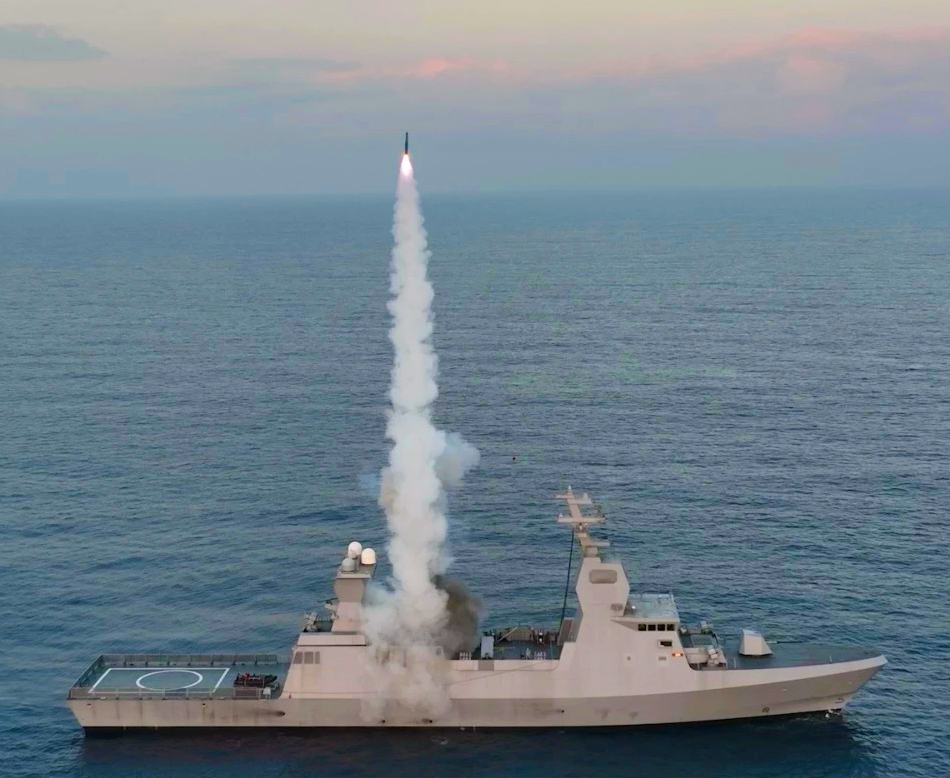
Tàu hộ vệ lớp Sa'ar 6 INS Magen của Israel phóng thử nghiệm tên lửa vào tháng 4 năm 2023